# Municipio de Karlstad
Karlstad (en sueco: Karlstads kommun) es un municipio de la provincia de Värmland, en el suroeste de Suecia. Su sede se encuentra en la ciudad de Karlstad. El municipio actual se estableció en 1971 cuando la antigua ciudad de Karlstad se fusionó con varios municipios rurales adyacentes.

## Localidades
Hay 14 áreas urbanas (tätort) en el municipio:
| #  | Tätort               | Población |
| -- | -------------------- | --------- |
| 1  | Karlstad             | 64 031    |
| 2  | Skåre                | 5439      |
| 3  | Älvåker y Råtorp     | 3300      |
| 4  | Vålberg              | 2810      |
| 5  | Skattkärr            | 1974      |
| 6  | Molkom               | 1860      |
| 7  | Alster               | 763       |
| 8  | Edsvalla             | 736       |
| 9  | Vallargärdet         | 644       |
| 10 | Väse                 | 526       |
| 11 | Edsgatan y Långenäs  | 399       |
| 12 | Edsvalla Övre bruket | 251       |
| 13 | Blombacka            | 204       |
| 14 | Norsbron             | 199       |

## Ciudades hermanas
Karlstad esta hermanado o tiene tratado de cooperación con:
- Moss, Noruega
- Nokia, Finlandia
- Horsens, Dinamarca
- Jõgeva, Estonia
- Blönduósbær, Islandia
- Gaziantep, Turquía
- Ljubljana, Eslovenia